# Ульм, Штефан
Ште́фан Ульм (нем. Stefan Ulm; 21 декабря 1975, Берлин) — немецкий гребец-байдарочник, выступал за сборную Германии во второй половине 1990-х — первой половине 2000-х годов. Серебряный призёр летних Олимпийских игр в Сиднее и Афинах, пять раз чемпион мира, дважды чемпион Европы, многократный победитель и призёр первенств национального значения.

## Биография
Штефан Ульм родился 21 декабря 1975 года в Берлине, в той части города, которая относилась к Восточной Германии. Активно заниматься греблей на байдарке начал в раннем детстве, проходил подготовку в местном спортивном клубе «Берлин-Грюнау» под руководством тренера Йозефа Капоусека.
Первого серьёзного успеха на взрослом международном уровне добился в сезоне 1997 года, когда попал в основной состав немецкой национальной сборной и побывал на чемпионате мира в канадском Дартмуте, откуда привёз награду золотого достоинства — в четвёрках выиграл бронзу на дистанции 1000 метров. Год спустя на мировом первенстве в венгерском Сегеде сделал золотой дубль, одержал победу сразу на двух дистанциях байдарок-четвёрок — на 500 и 1000 м. Ещё через год на аналогичных соревнованиях в Милане защитил чемпионское звание в четвёрках на пятистах метрах, однако на тысяче вынужден был довольствоваться серебром, в решающем заезде проиграл команде Венгрии.
В 2000 году Ульм дебютировал в зачёте европейских первенств, на турнире в польской Познани добыл две золотые медали в заездах на километр и полкилометра. Будучи одним из лидеров немецкой национальной сборной, успешно прошёл квалификацию на летние Олимпийские игры в Сиднее, где в составе экипажа Яна Шефера, Марка Цабеля и Бьёрна Баха в километровой программе четвёрок стал серебряным призёром — в финале их вновь опередили венгры.
На чемпионате Европы 2001 года в Милане в четвёрках на тысяче метрах Ульм взял серебро, а позже в той же дисциплине завоевал золото на чемпионате мира в Познани, став таким образом пятикратным чемпионом мира. В следующем сезоне получил серебряную медаль на мировом первенстве в испанской Севилье, в четвёрках на дистанции 1000 метров обогнал все экипажи кроме сборной Словакии. Затем на чемпионате мира 2003 года в американском Гейнсвилле показал в той же дисциплине третий результат, первыми и вторыми были Словакия и Венгрия соответственно.
По окончании олимпийского цикла отправился на Олимпийские игры 2004 года в Афины, где в четвёрках при участии Андреаса Иле, Марка Цабеля и Бьёрна Баха добавил в послужной список ещё одну серебряную медаль километровой дистанции — в решающем заезде они боролись с главными своими конкурентами венграми, но в итоге упустили их и финишировали вторыми.
Вскоре после афинской Олимпиады в 2005 году Штефан Ульм официально объявил о завершении карьеры профессионального спортсмена и перешёл на тренерскую работу. Тренировал молодых гребцов в национальном учебном центре Дуйсбурга, состоял в ассоциации каноэ Германии, участвовал в подготовке национальной сборной страны. Женат на немецкой гребчихе-байдарочнице Уте Писман.